# Dorfkirche Malitschkendorf

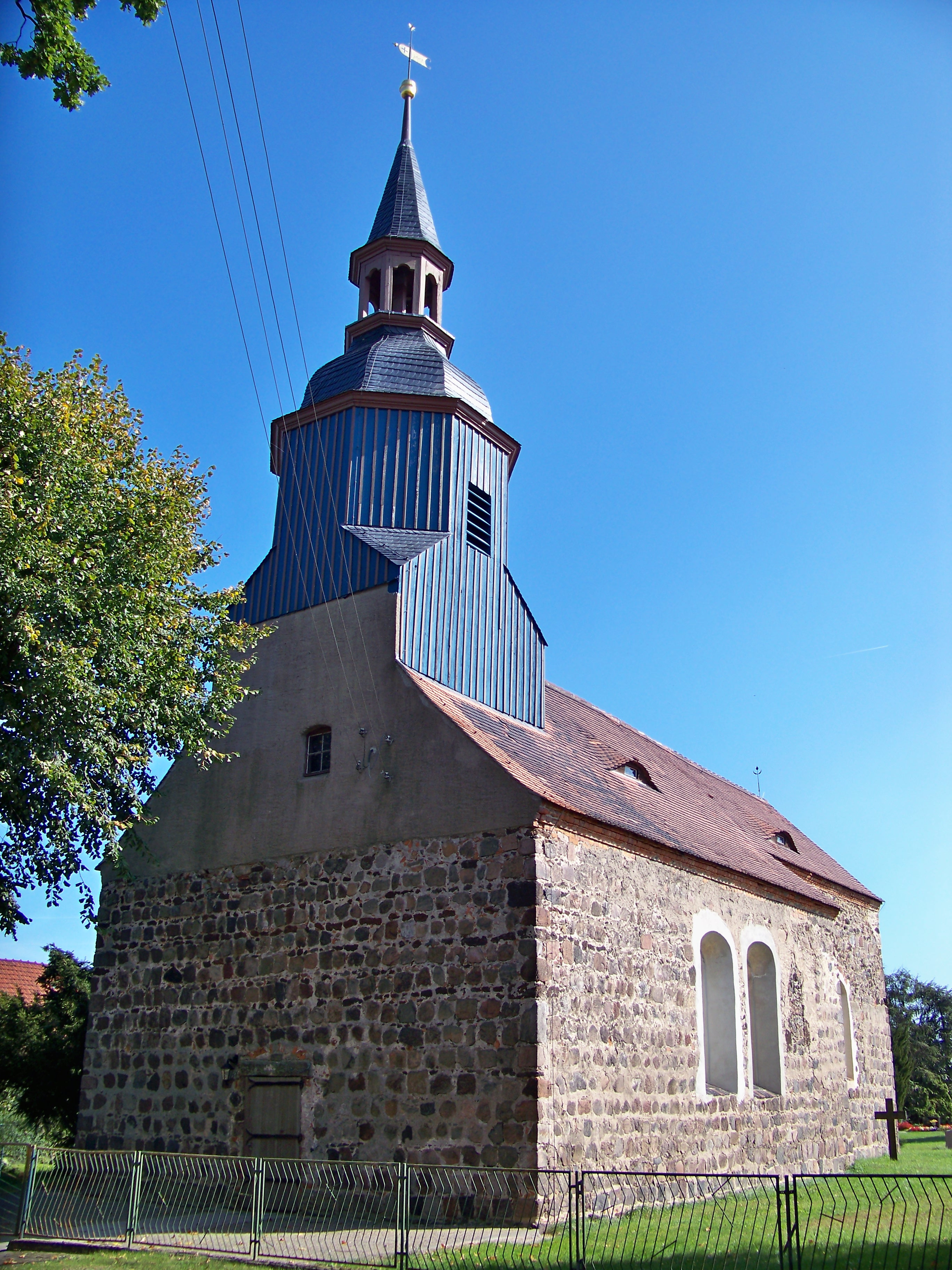
Dorfkirche Malitschkendorf

Die evangelische, denkmalgeschützte Dorfkirche Malitschkendorf steht in Malitschkendorf, einem Ortsteil der Gemeinde Kremitzaue im Landkreis Elbe-Elster von Brandenburg. Die Kirche gehört zum Kirchenkreis Bad Liebenwerda der Evangelischen Kirche in Mitteldeutschland.

## Beschreibung
Die Feldsteinkirche wurde in der zweiten Hälfte des 13. Jahrhunderts gebaut. Sie besteht aus einem Langhaus und einem gerade abgeschlossenen rechteckigen Chor im Osten, die beide, nachdem die Wände des Chors um 1880 erhöht waren, mit einem gemeinsamen Satteldach bedeckt wurden, das mit Fledermausgauben verziert ist. Der querrechteckige Kirchturm im Westen wurde nicht ausgebaut. Stattdessen wurde im 18. Jahrhundert dem Turmstumpf ein mit Brettern verkleideter Dachturm aus Holzfachwerk aufgesetzt, der vom quadratischen Geschoss in ein achteckiges übergeführt wird, das den Glockenstuhl beherbergt, in dem drei Kirchenglocken hängen. Darauf sitzt eine schiefergedeckte Glockenhaube, die von einer offenen Laterne gekrönt ist.
Der Innenraum, in dem an drei Seiten Emporen eingebaut wurden, ist mit einer Flachdecke überspannt. Der Triumphbogen war bereits 1880 beseitigt worden. Beim Umbau des Innenraums wurde 1972 der Kanzelaltar abgebrochen. Ein Altarretabel blieb von der Kirchenausstattung erhalten. Die Orgel wurde um 1800 von Johann Christoph Schröter dem Jüngeren gebaut.